# Nouvel hôtel de ville de Wrocław

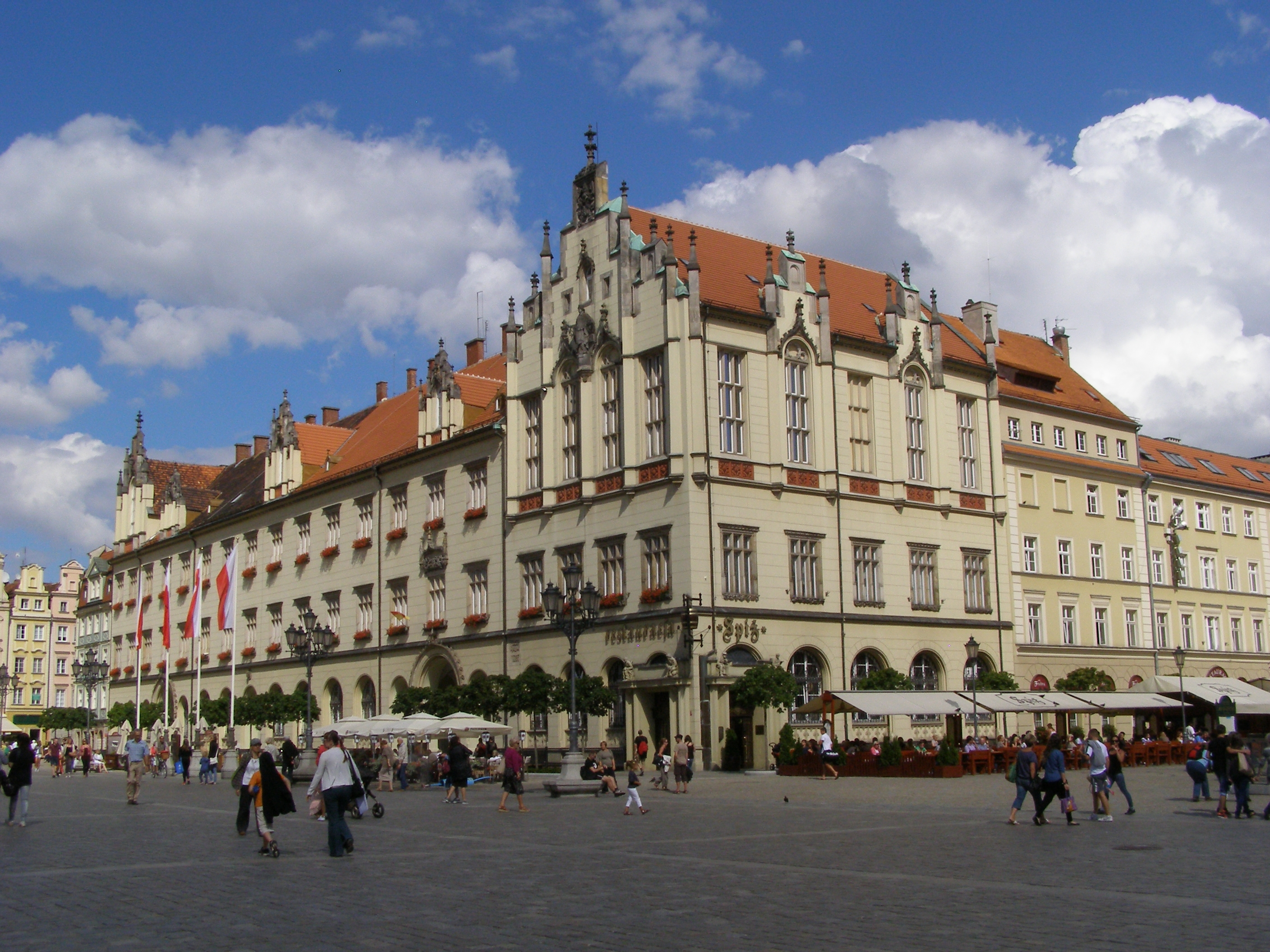
Nouvel hôtel de ville sur le Grand Ring

Le nouvel hôtel de ville de Wroclaw est un bâtiment administratif situé dans la ville polonaise de Wroclaw sur le Grand Anneau. Il a été créé au milieu du XIXe siècle dans le prolongement de l'ancien hôtel de ville.

## Planification

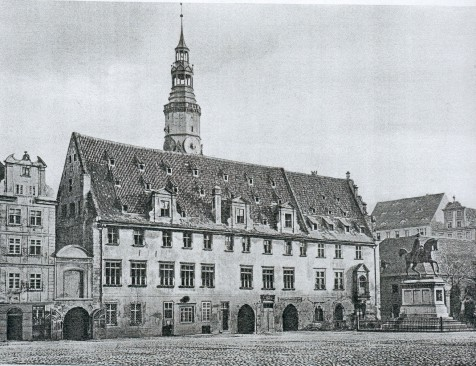
Ancienne Leinwandhaus

Au milieu du XIXe siècle, la population de la ville augmente fortement. L'ancienne mairie n'était donc plus en mesure de faire face aux capacités croissantes d'une administration plus importante. C'est ainsi qu'est née l'idée et aussi la nécessité d'agrandir la mairie. De plus, l'ancien hôtel de ville n'était plus considéré comme contemporain et avait besoin d'être rénové. Le côté sud-ouest du bloc intérieur du Grand Anneau a été choisi comme emplacement.
Avec la conception du nouvel hôtel de ville de l'architecte prussien, Friedrich August Stüler a été désigné après ses plans, après avoir déjà réalisé l'extension du palais de Wrocław. En 1858, Stüler soumet un premier projet. Celle-ci était basé sur l'architecture néo-gothique et néo-renaissance et était similaire à la Leinwandhaus.

## Construction
La Leinwandhaus a été démolie entre novembre 1859 et février 1860. La construction du nouvel hôtel de ville a commencé le même mois. En juillet 1862, la partie sud du bâtiment est achevée et peu de temps après, il est possible d'y emménager. La partie nord a été achevée en mai 1864. Cette section a été reprogrammée plusieurs fois, ce qui a retardé l'achèvement de plusieurs mois.

## Histoire depuis 1868

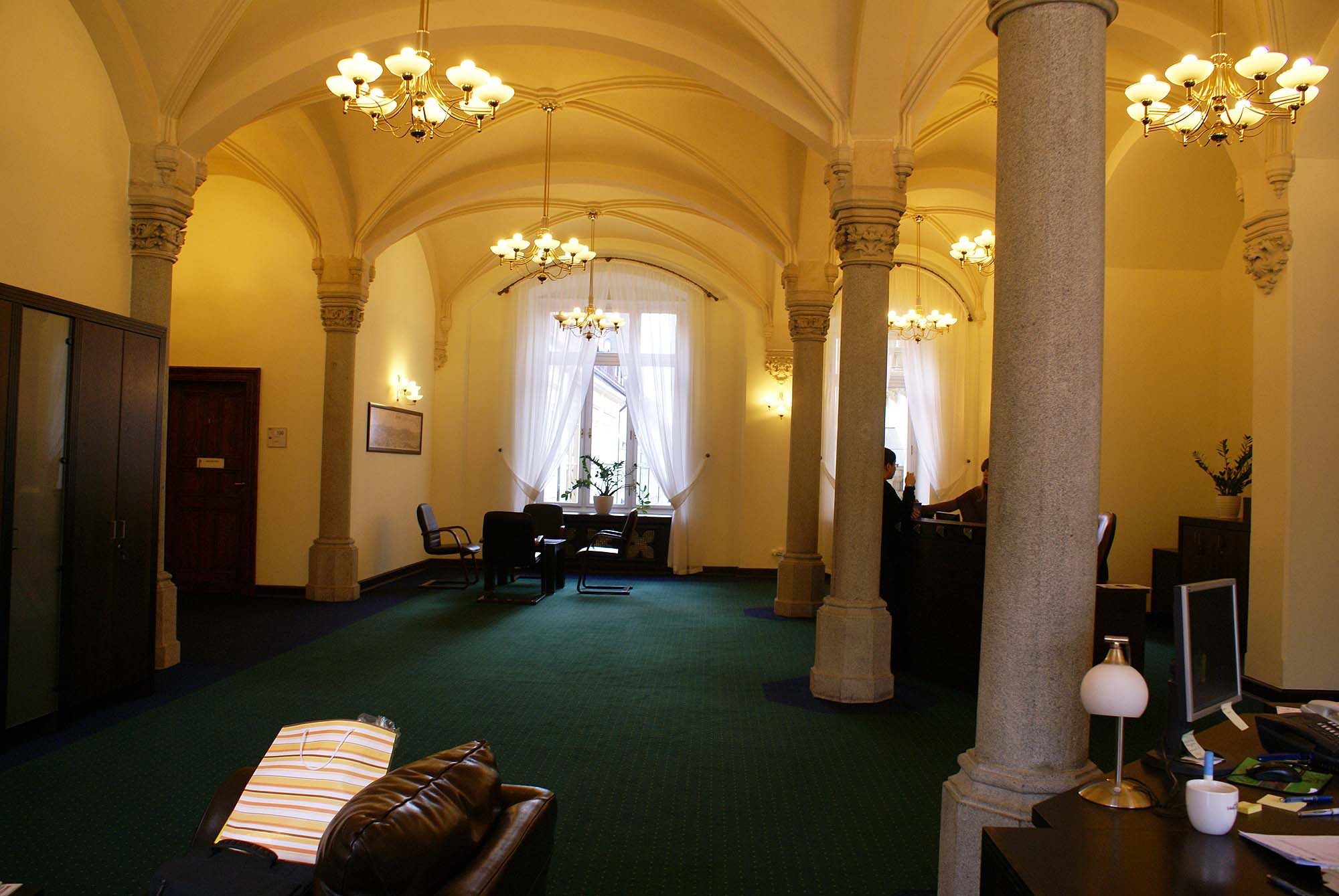
Secrétariat du maire de Wroclaw

Entre 1889 et 1894, l'intérieur de l'hôtel de ville est à nouveau repensé. Les locaux ont été modernisés et reconstruits selon les plans de Richard Plüddemann. Entre autres, la salle d'audience du maire a été réaménagée.
Dans les années 1920, il y avait des plans pour démolir le bâtiment et le remplacer par un gratte-ciel. L'architecte allemand Max Berg a fourni des projets et des plans pour cela, mais ceux-ci n'ont jamais été mis en œuvre.
Le bâtiment a été rénové dans les années 1990. Une fontaine en verre a été érigée devant le bâtiment en 2000. La nouvelle mairie est au XXIe siècle le siège du maire de Wroclaw et du conseil de la ville de Wroclaw. La brasserie Browary Restauracje Spiż est située au sous-sol.

## Architecture
Avec ses ornements néogothiques, le nouvel hôtel de ville s'adapte à l'allure de l'ancien hôtel de ville. Des ornements conservés de l'ancienne Leinwandhaus ont été intégrés à la façade du bâtiment. Un passage de porte est intégré à la façade ouest, dans lequel les entrées de l'administration de la ville sont situées sous une voûte en croisée d'ogives.

## Littérature
- Klaus Klöppel : Wroclaw - Basse Silésie et sa capitale millénaire. Trescher Verlag, Berlin 2014  (ISBN 978-3-89794-256-1), page 50
- Agnieszka Gryglewska : Architektura Wrocławia XIX-XX wieku w twórczości Richarda Plüddemanna. Breslau 1999  (ISBN 83-7085-386-2), p. 199-200

## Liens web
- Enregistrements historiques (pol.)